# NGC 1092
NGC 1092 is een elliptisch sterrenstelsel in het sterrenbeeld Eridanus. Het hemelobject werd in 1886 ontdekt door de Amerikaanse astronoom Francis Preserved Leavenworth.

## Synoniemen
- PGC 10432
- ESO 546-17
- MCG -3-8-14
- HCG 21D
- NPM1G -17.0107